# Mirisa
Mirissa ( en cingalés: මිරිස්ස, romanizado: Mirissa; en tamil: மிரிஸ்ஸ, romanizado: Miris'sa) es un pequeño pueblo de la costa sur de Sri Lanka, ubicado en el distrito de Matara de la provincia del Sur. Se encuentra aproximadamente a 150 kilómetros al sur de Colombo y tiene una altura de 4 metros sobre el nivel del mar. La playa y la vida nocturna de Mirissa la convierten en un destino turístico popular. También tiene un puerto pesquero y es uno de los principales lugares de observación de ballenas y delfines de la isla.

## Historia
Mirissa es el puerto pesquero más grande de la costa sur y es conocido por su atún, salmonete, pargo y pez mantequilla. En 1980 se construyó el primer alojamiento turístico y, a mediados de los años 1990, el turismo en la ciudad empezó a aumentar espectacularmente. 
Mirissa se vio muy afectada por el tsunami provocado por el terremoto del Océano Índico de 2004, con numerosos edificios destruidos o dañados y catorce muertes reportadas. 

## Transporte
Mirissa tiene acceso a la autopista A2, que conecta Colombo con Wellawaya.
La estación de tren de Mirissa se encuentra a aproximadamente 2 km al este de Mirissa, en la línea ferroviaria costera o sur (que conecta Colombo con Matara ).
Mirissa se encuentra a 13 km del intercambio Kokmaduwa de la autopista del sur.

## Instalaciones
- Puerto de barcos de Mirissa
- Estación de tren de Mirisa

## Atracciones
- Playa de Mirissa [3] y Parrot Rock
- Coconut Tree Hill [4]
- Avistamiento de ballenas
- Templo Sri Sunandarama
- Secret Beach